# Championnats du monde de tennis de table 1989
Navigation
Édition précédente Édition suivante
Les championnats du monde de tennis de table 1989, quarantième édition des championnats du monde de tennis de table, ont lieu du 29 mars au 9 avril 1989 à Dortmund, en Allemagne de l'Ouest.
La finale messieurs est remportée par le suédois Jan-Ove Waldner devant son compatriote Jörgen Persson.

## Résultats individuels et en doubles
| Épreuves         | Or                           | Argent                         | Bronze                     |
| ---------------- | ---------------------------- | ------------------------------ | -------------------------- |
| Simple messieurs | Jan-Ove Waldner              | Jörgen Persson                 | Andrzej Grubba             |
| Simple messieurs | Jan-Ove Waldner              | Jörgen Persson                 | Yu Shentong                |
| Simple dames     | Qiao Hong                    | Li Bun-hui                     | Hyun Jung-hwa              |
| Simple dames     | Qiao Hong                    | Li Bun-hui                     | Chen Jing                  |
| Double messieurs | Steffen Fetzner Jörg Roßkopf | Leszek Kucharski Zoran Kalinić | Chen Longcan Wei Qingguang |
| Double messieurs | Steffen Fetzner Jörg Roßkopf | Leszek Kucharski Zoran Kalinić | Hui Jun Teng Yi            |
| Double dames     | Deng Yaping Qiao Hong        | Chen Jing Hu Xiaoxin           | Deng Yaping Li Jun         |
| Double dames     | Deng Yaping Qiao Hong        | Chen Jing Hu Xiaoxin           | Gao Jun Liu Wei            |
| Double mixte     | Yoo Nam-kyu Hyun Jung-hwa    | Zoran Kalinić Gordana Perkučin | Chen Longcan Chen Jing     |
| Double mixte     | Yoo Nam-kyu Hyun Jung-hwa    | Zoran Kalinić Gordana Perkučin | Chen Zhibin Gao Jun        |

## Résultats par équipes
| Épreuves  | Or                                                                                       | Argent                                                                    | Bronze                                                                               |
| --------- | ---------------------------------------------------------------------------------------- | ------------------------------------------------------------------------- | ------------------------------------------------------------------------------------ |
| Messieurs | Suède- Mikael Appelgren - Peter Karlsson - Erik Lindh - Jörgen Persson - Jan-Ove Waldner | Chine- Ma Wenge - Jiang Jialiang - Yu Shentong - Teng Yi - Chen Longcan   | Corée du Nord- Kim Song-hui - Chu Jong-chol - Hong Chol - Li Gun-sang - Yun Mun-song |
| Dames     | Chine- Chen Jing - Li Huifen - Hu Xiaoxin - Chen Zihe                                    | Corée du Sud- Hyun Jung-hwa - Kim Young-mi - Kwon Mi-sook - Hong Soon-hwa | Hong Kong- Chai Po Wa - Chan Tan Lui - Hui So Hung - Mok Ka Sha                      |